# Cunningham automobile
Ej att förväxla med Briggs Cunninghams sportbilar.
James Cunningham, Son and Company var en amerikansk karossmakare som startade sin verksamhet i Rochester, New York 1882 med att bygga hästvagnar, inklusive likvagnar och slädar. Senare utökades produktfloran även med järnvägsvagnar. 1896 introducerade företaget en elbil. Mellan 1907 och 1931 byggde man personbilar med förbränningsmotor för privatkunder. Därefter fokuserade Cunningham på att bygga ambulanser och bårbilar fram till 1936.

## Bildgalleri

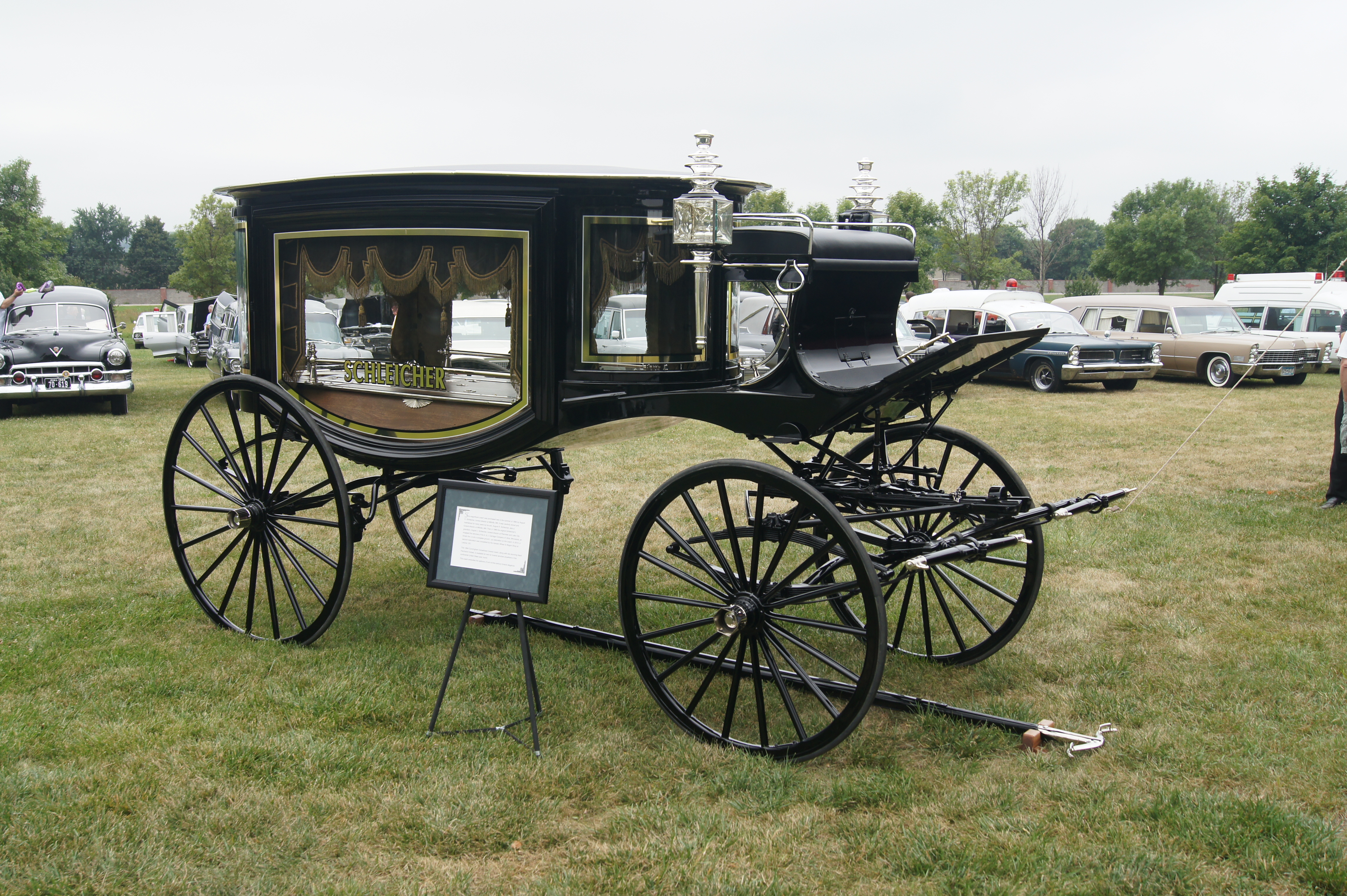
Cunningham hästdragen likvagn 1894.
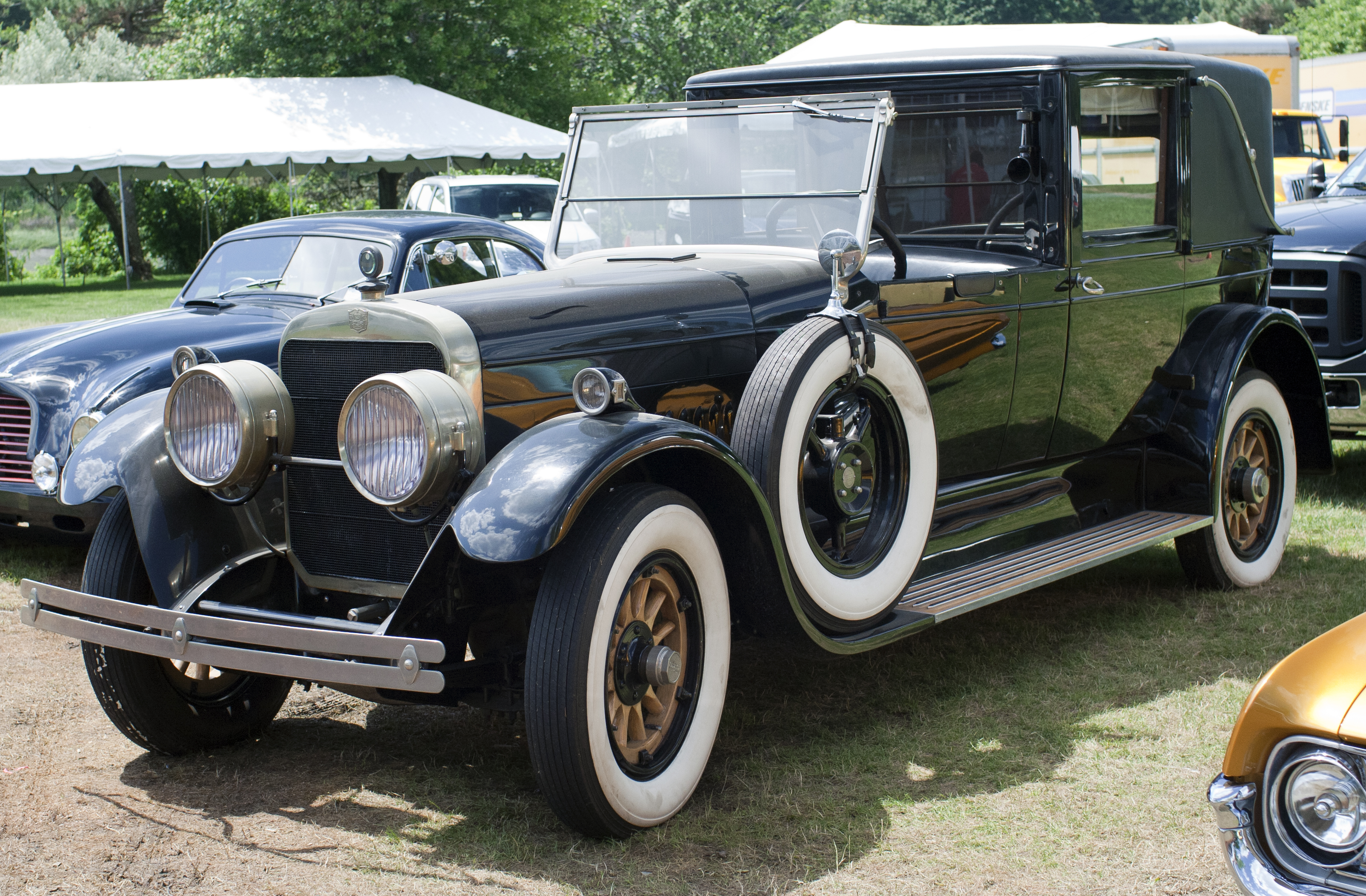
Cunningham V4 1922.
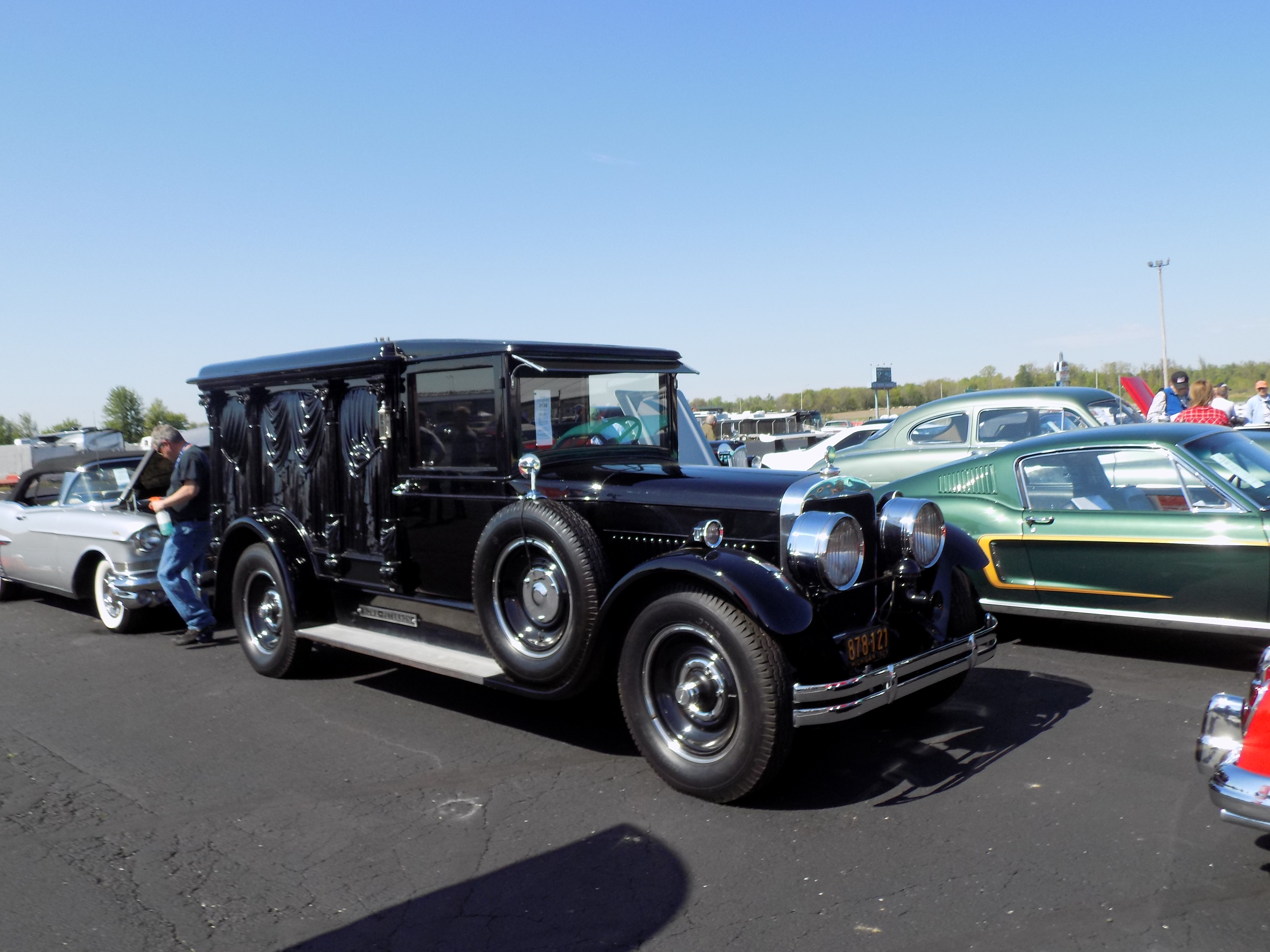
Cunningham bårbil 1929.